# عتيج الصوف (مسلسل)
عتيج الصوف مسلسل اجتماعي كوميدي على نمط المسلسلات الكويتية مثل خالتي قماشه ودرب الزلق وفريج صويلح. ألفه الفنان:عبد العزيز المسلم شارك بالتأليف:أيمن الحبيل وقام بإخراجه حسين المفيدي من إنتاج تلفزيون الكويت مع مسرح السلام في عام 2006. 

## أحداث القصة
تدور القصة حول بيت عربي قديم من الطراز الشعبي (الكويت قبل اكتشاف النفط) يموت صاحبه (بن سالم) ويوصي بعدم بيع البيت، وهذا البيت مطل على 3 شوارع رئيسية ومطل على أكبر فندق عالمي (أوتيل بن درهم) ثم يتم تحويل البيت إلى فندق شعبي من الطراز القديم.
كيف سيتمكن أبناء بن شاكر من تحويل ذلك المنزل لبيت قديم، وماذا سيحدث لعائلة بن سالم، وما هي التنافسات بين الفندق الشعبي والفندق الحديث ولماذا أوصى الأب بعدم بيع البيت؟؟

## بطولة
إبراهيم الصلال ـ غانم الصالح ـ علي المفيدي ـ عبد العزيز المسلم ـ انتصار الشراح ـ أحمد السلمان ـ عبد الرزاق خلف ـ أمل عباس ـ عماد العكاري ـ نصر حماد ـ علي الفرحان ـ زهرة دعيج - هبه سليمان ـ نوره حسين.
بالاشتراك مع: علي السميري ـ أحمد الهزيم ـ عبد الحميد الرفاعي ـ أحمد العامر ـ بدر البلوشي ـ ناديه كرم ـ غاليه ـ ملاك ـ صادق بهبهاني.
تمثيل: نواف الشمري ـ أحمد عبد الله ـ محمود الهمشري ـ طلال الفرحان ـ ناصر الدوب ـ خالد السعدون ـ عمر الفرحان ـ مشعل الفرحان ـ مشاري مالك ـ بدور عبد الله ـ مرزوق شهاب - نورا - هادف حسان.

## حقائق
الإنتاج الثاني لمسرح السلام هو على غرار فريج صويلح وقد لاقا النجاح. جسد عبد العزيز المسلّم في هذه المسلسل دور إبراهيم الذي يرفض بيع بيت أبيه بعد وفاته متمسكا بوصيته بخلاف أخويه ونسيبهم. بمشاركة الفنان الرائع بشار إسماعيل، فحدثت تغيرات كثيرة في هذا المسلسل منها:
- كان اسم العائلة بن شاكر ولكن تم تغير الاسم إلى بن سالم
- كان دور الفنان خالد النفيسي دور الأخ الأكبر وكان دور الفنان غانم الصالح أخو الفنانة انتصار الشراح الذي تستدعيه عائلة فندق عتيج الصوف لانه يمتلك خبرة في إدارة الفنادق ويأتون به من مصر.
- تم تغير دور الفنان خالد النفيسي من الأخ الأكبر إلى الفندق المنافس (فندق بن درهم)
- توفى الفنان خالد النفيسي فأصبح أب العائلة المتوفي.
- أخذ دور الأخ الأكبر الفنان غانم الصالح، وأخذت الفنانة هبه سليمان دور غانم الصالح مع تغير الدور.
- وأخذ دور صاحب الفندق المنافس الفنان عماد العكاري.
- توفي الفنان علي السميري بعد أن مثل أغلب مشاهده المتفق عليها وبعد أن توفي تم إلغاء المشاهد المتبقيه والتي تخصه.

## وصلات خارجية
| سبقه ينانوة الفريج | أعمال مسرح السلام 2006 | تبعه مسرحية الحاسة السادسة |